# لودفيج مونزينجر
لودفيج مونزينجر موسوعي ألماني اشتهر بأنه مؤسس الموسوعة الألمانية Munzinger-Archiv . تولى نجله لودفيج مونزينجر جونيور إدارة المنظمة بعد وفاته.